# Екип7
Екип7 е независим вестник, отразяващ събитията в Област Разград. Първият брой на вестника излиза на 5 октомври 1992 година. Излиза три пъти в седмицата: понеделник, сряда и петък в 16 страници – четири от тях с пълноцветен печат. Главен редактор на вестника е Митко Ханчев. Тиражът на вестника е 3800 – 4200 броя.